# Hilalpur, Manvi
Hilalpur là một làng thuộc tehsil Manvi, huyện Raichur, bang Karnataka, Ấn Độ.